# 高峰镇 (兴业县)
高峰镇，是中华人民共和国广西壮族自治区玉林市兴业县下辖的一个乡镇级行政单位。

## 行政区划
高峰镇下辖以下地区：
罗平村、高峰村、卢村、芦塘村、新李村、靖文村、靖定村、太平村、集义村、龙文村、民安村、上河村、新河村、永德村、张村、大同村、大兴村、欧岭村和麻畲村。